# 남공철
남공철(南公轍, 1760년 ~ 1840년)은 조선의 문신이다. 본관은 의령(宜寧). 자는 원평(元平), 호는 사영(思穎)·금릉(金陵), 시호는 문헌(文獻)이다. 순조 때 영의정을 지냈다. 순조 시대 정계의 핵심 인물로, 천생오태사(天生五太史) 중 하나였다.

## 생애
1792년 식년문과에 병과로 급제했다. 규장각직각, 헌납, 검교직각을 거쳐 성균관의 대사성, 우승지, 원임직각을 거쳐 강원도관찰사, 홍문관부제학, 직제학, 승정원도승지, 경상도관찰사를 거쳐 판의금부사, 공조판서, 이조판서, 한성부판윤, 예문관제학, 대제학, 병조판서, 약원제조, 개성유수, 좌유선, 홍문관제학, 좌빈객, 우빈객, 내각제학, 예조판서를 거쳐 우의정과 좌의정을 하다 영의정에 이르렀다. 시호는 문헌(文獻)이다.

## 묘소
묘역은 경기도 성남시 금토동 능안골 청계산 자락에 남향하여 있고, 상,하로 있는 2기의 묘 중 아래의 묘가 남공철의 묘이다. 위쪽 묘는 그 모친의 묘이다. 원형의 봉분은 용미와 활개가 없으며 크기는 높이 140cm, 둘레 16.5m이다. 문인석이 없고 혼유석, 상석, 6각 향로석, 8각 망주석, 옥개석, 비갈만 단촐하게 있으나 옛 원형을 그대로 간직하여 조선 후기 사대부들의 묘제 연구의 문화재적 가치가 크다. 2002년 12월 16일 성남시의 향토유적 제4호로 지정되었다.
| 전임 효명세자 이대 | 조선의 섭정 1830년 6월 ~ 1831년 5월 | 후임 순원왕후 김씨 |